# 오트프리트 프로이슬러

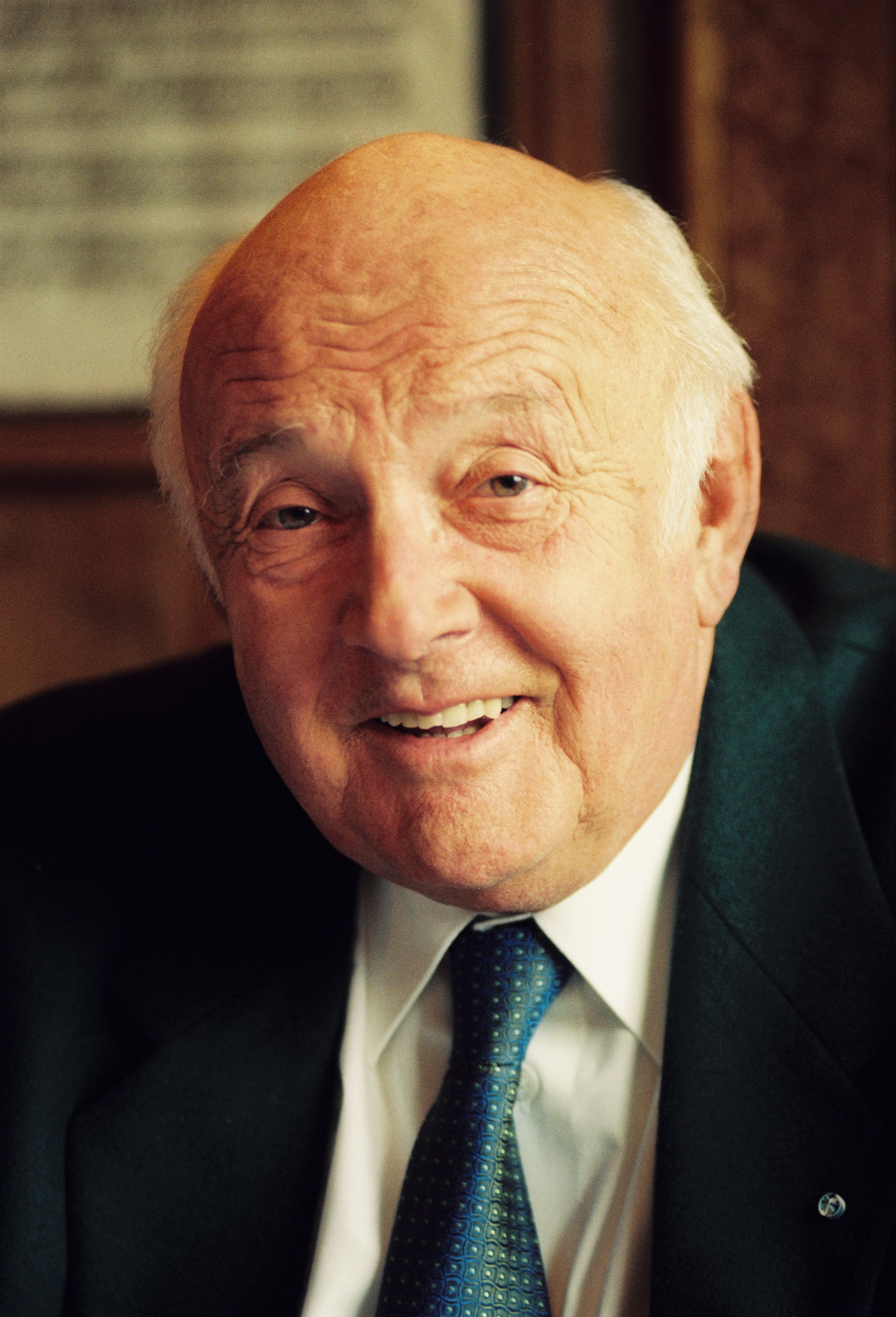

오트프리트 프로이슬러(Otfried Preußler, 1923년 10월 20일 ~ 2013년 2월 18일)는 독일의 아동 문학가이다.
체코슬로바키아 리베레츠에서 교사로 근무하던 부모 사이에서 태어났다. 제2차 세계 대전 중인 1942년 학교를 졸업하고 징병되어 독일 육군에 입대했다. 동부 전선에서 소위로 복무했지만 1944년 소련군의 포로가 되었고 5년 동안 타타르 공화국의 포로 수용소에 수감되었다. 1949년 6월에 석방되어 바이에른주 로젠하임에서 이주했던 친족 및 약혼자 안넬리스 킨트(Annelies Kind)와 재회하여 같은 해에 결혼한다. 1953년부터 1970년까지 초등학교 교사로 재직하여 로젠하임에서 초등학교 교장을 역임했다. 그의 대표작으로 도둑 호첸플로츠가 있다.  2013년 2월 18일, 독일 남부의 복지 시설에서 사망했다. 향년 89세.